# Мамсуров Хаджі-Умар Джіорович
Хаджі-Умар Джіорович Мамсуров (осе.Мæмсырты Хаджи-Умар Джиоры фырт; 15 вересня 1903 селище Ольгинське,Владикавказький округ,Терська область ,(Північна Осетія РФ) Російська імперія — 5 квітня 1968 Москва, РСФСР, СРСР) — радянський осетинський військовий діяч, Герой Радянського Союзу (1945). Командувач 38-ї армії Прикарпатського військового округу (1955—1957), генерал-полковник (1962). Депутат Верховної Ради УРСР 4-го скликання. Кандидат у члени ЦК КПУ в 1956—1960 роках.

## Біографія
Народився 15 (2) вересня 1903 року в селищі Ольгинське (тепер Правобережного району Республіки Північної Осетії, РФ) в осетинській селянській родині.
З червня 1918 року — у Червоній армії. Служив червоноармійцем гірської кавалерійської сотні 11-ї армії. Наприкінці 1918 року захворів тифом і був залишений відступаючою 11-ю армією у Владикавказі. З квітня 1919 року — розвідник, зв'язковий радянських партизанських загонів, що діяли в районі міст Владикавказ та Грозний.
З березня 1920 року — в розпорядженні Терської Надзвичайної комісії (ЧК), провідник 169-го і 111-го стрілецьких полків оперативної групи ВЧК Горської області. З січня 1921 року — політбоєць ескадрону при особливому відділі 11-ї армії, брав участь в радянсько-грузинській війні 1921 року.
У березні 1921 — травні 1923 року — слухач Комуністичного університету трудящих Сходу в місті Москві. У 1924 році закінчив Військово-політичну школу імені Ворошилова Північно-Кавказького військового округу.
Член ВКП(б) з 1924 року.
З травня 1924 року — викладач Окружної військово-політичної школи Північно-Кавказького військового округу. У 1925 і 1926 роках, будучи комісаром об'єднаного ескадрону і об'єднаного дивізіону з числа курсантів школи, брав участь у бойових операціях з ліквідації повстанців у Чечні та Дагестані.
З травня 1927 року — помічник комісара Окремого об'єднаного національного кавалерійського полку, з вересня 1927 — комісар окремого Дагестанського національного кавалерійського дивізіону. З травня 1929 року — комісар Окремого національного кавалерійського полку імені Серго Орджонікідзе Північно-Кавказького військового округу, брав участь в ліквідації повстання у Чечні.
У 1931 році склав екстерном іспит за курс військової школи і направлений вчитися на курси удосконалення. У червні 1932 року закінчив курси удосконалення політичного складу при Військово-політичній академії РСЧА імені Толмачова. З 1932 року — знову комісар Окремого національного кавалерійського полку імені Серго Орджонікідзе.
З березня 1933 року — командир кавалерійського і розвідувального ескадронів 1-ї стрілецької дивізії Приволзького військового округу (Казань).
З лютого 1935 року — в Розвідувальному управлінні РСЧА, в грудні 1935 закінчив курси при Розвідувальному управлінні, служив секретарем уповноваженого Розвідувального управління.
У лютому 1936 — лютому 1938 року — секретний уповноважений Спеціального відділення «А» (активна розвідка) Розвідувального управління штабу РСЧА. У жовтні 1936 — вересні 1937 року брав участь у громадянській війні в Іспанії як військовий радник, фахівець з партизанської війни. Фігурував під псевдонімами «полковник Ксанті» та «Фабер». Керував диверсійними партизанськими загонами по усій території Іспанії. У листопаді 1936 року був поранений в руку і контужений, після одужання продовжив диверсійну роботу. У жовтні 1937 року повернувся в СРСР.
У квітні 1938 — травні 1939 року — начальник Спеціального відділення «А» (активна розвідка) Розвідувального управління штабу РСЧА. З травня 1939 року — начальник спецвідділу 5-го Управління Генерального штабу РСЧА. Учасник радянсько-фінської війни 1939—1940 років, служив начальником оперативної групи Розвідупра. З січня 1940 — командир особливої лижної бригади 9-ї армії.
У вересні 1940 — травні 1941 року — слухач курсів удосконалення вищого командного складу при Військовій академії РСЧА імені М. В. Фрунзе. У травні 1941 року — начальник розвідувального відділу Закавказького військового округу, але від'їзд до нового місця служби був відкладений за наказом керівництва у зв'язку з різким ускладненням обстановки. Залишився в Розвідувальному управлінні РСЧА начальником спецгрупи. Учасник радянсько-німецької війни з червня 1941 року.
З червня 1941 року відряджений в розпорядження Маршала Радянського Союзу Ворошилова для виконання особливо важливих доручень на Західному фронті. Одним з таких доручень став арешт колишнього командувача Західним фронтом генерала армії Павлова і доставка його в Москву на початку липня. З середини липня 1941 року — в розпорядженні командувача Північно-Західним фронтом, займався організацією партизанської і диверсійної роботи в тилу ворога.
У серпні 1941 призначений тимчасово виконуючим обов'язки командира 311-ї стрілецької дивізії, був поранений в обидві ноги і руки. Після виходу з госпіталю в жовтні 1941 року призначений начальником розвідувального відділу Резервного фронту, після його розформування в листопаді 1941 — начальником особливої оперативної групи Головного розвідувального управління РСЧА.
У січні 1942 року на особисте прохання направлений на командну роботу, призначений командиром 114-ї кавалерійської дивізії Північно-Кавказького військового округу у місті Грозному.
З травня 1942 року — знову в діючій армії, заступник командира 7-го кавалерійського корпусу Брянського фронту. З серпня 1942 року — начальник Південного штабу партизанського руху при Військовій Раді Північно-Кавказького фронту, помічник начальника і начальник оперативного відділу Центрального штабу партизанського руху. З січня 1943 року — заступник начальника 2-го управління Головного розвідувального управління РСЧА.
У березні 1943 — серпні 1946 року — командир 2-ї гвардійської Кримської кавалерійської дивізії 1-го гвардійського кінного корпусу Південно-Західного, Воронезького, 1-го Українського фронтів.
У серпні 1946 — березні 1947 року — командир 3-ї окремої гвардійської стрілецької бригади Московського військового округу.
У грудні 1948 році закінчив Вищу військову академію Генерального штабу імені Ворошилова.
У грудні 1948 — лютому 1951 року — командир 27-ї механізованої дивізії 38-ї армії Прикарпатського військового округу.
У лютому 1951 — червні 1955 року — командир 27-го стрілецького корпусу 13-ї армії Прикарпатського військового округу.
У червні 1955 — липні 1957 року — командувач 38-ї армії Прикарпатського військового округу. Брав участь у придушенні Угорської революції 1956 року.
У липні — жовтні 1957 року — начальник Центру особливих призначень Головного розвідувального управління (ГРУ) Генерального Штабу Збройних сил СРСР.
У жовтні 1957 — квітні 1968 р. — 1-й заступник начальника Головного розвідувального управління Генерального Штабу Збройних сил СРСР.
Проживав у Москві. Похований на Новодівочому кладовищі.

## Звання
- генерал-майор (13.11.1943)
- генерал-лейтенант (3.08.1953)
- генерал-полковник (27.04.1962)

## Нагороди
- Герой Радянського Союзу (29.05.1945)
- три ордени Леніна (3.01.1937, 29.05.1945, 5.11.1946)
- п'ять орденів Червоного Прапора (21.06.1937, 21.05.1940, 3.11.1944, 20.06.1949, 22.02.1968)
- орден Суворова 2-го ст. (13.11.1943)
- орден Кутузова (18.12.1956)
- орден Вітчизняної війни 1-го ст. (20.09.1944)
- ордени
- медалі